# Biblioteka Rumia – Stacja Kultura
Stacja Kultura – biblioteka główna Miejskiej Biblioteki Publicznej im. Floriana Ceynowy w Rumi. Mieści się w wybudowanym w 1958 budynku dworca kolejowej stacji węzłowej w Rumi leżącej na linii Gdańsk Główny – Stargard.

## Opis obiektu
W wyniku przebudowy modernistycznego budynku rumskiego dworca zorganizowano w obiekcie nowoczesną bibliotekę o wystroju nawiązującym do symboliki kolejowej: wnętrze jest wymalowane w czerwono-czarne barwy przypominające sposób malowania starych lokomotyw, a w centralnym miejscu umieszczono zegar przypominający zegar stacyjny. W Stacji Kultura są wypożyczalnie książek dla dzieci i dorosłych, czytelnia, komputery z dostępem do internetu, audiobooki, a także galeria oraz sala konferencyjna i pracownie plastyczne. Jest siedzibą organizacji pozarządowych, organizowane są tu wystawy sztuki, spotkania literackie i koncerty.
Dzięki atrakcyjnej lokalizacji liczba czytelników wzrosła z ponad 7 tys. w chwili otwarcia biblioteki na dworcu we wrześniu 2014 do ponad 12 tys. w 2016 roku.

## Nagrody
W 2016 Stacja Kultura została uznana za najpiękniejszą bibliotekę świata w konkursie Library Interior Design Awards w kategorii Single Space Design. Do finału konkursu dostała się jako jedyna biblioteka z Europy. W jury znaleźli się przedstawiciele Amerykańskiego Stowarzyszenia Bibliotek (ALA – American Library Association) oraz Światowego Stowarzyszenia Architektów Wnętrz (IIDA – International Interior Design Association).
Projekt architektoniczny adaptacji dworca był już wcześniej nagradzany. Rok wcześniej Stacja Kultura znalazła się w gronie finalistów Nagrody Architektonicznej „Polityki”. Zajęła pierwsze miejsce w VII edycji plebiscytu Polska Architektura XXL, w głosowaniu internautów placówka wygrała w kategorii Wnętrzne publiczne 2014. Biblioteka zdobyła też drugie miejsce w konkursie Bryła roku 2014.